# Богдо-гэгэн II
Лувсандамбийдонмэ (монг. Лувсандамбийдонмэ; 1724—1757) — Богдо-гэгэн II — второй Халха-Джебдзун-Дамба-хутухта, первоиерарх монгольских буддистов.

## Биография
Родился в 1724 году во Внешней Монголии, в хошуне Дархан-чинвана Тушэту-ханского аймака в семье эфу-чинвана Дондовдоржа и Баярт, в местности Угээмэр (бассейн Туула, ныне сомон Алтанбулаг аймака Туве). В 1728 году получил начальные монашеские обеты под именем Лувсандамбийдонмэ, выбранным для него Панчен-ламой V. Через год состоялась церемония объявления его хубилганом, подробно описанная П. С. Палласом в «Собрании исторических сведений о монгольских народностях». Представление нового хубилгана маньчжурскому императору было отложено из-за джунгаро-маньчжурских войн и состоялось лишь в 1736 году, сразу после завершения строительства монастыря Амарбаясгалант в честь предыдущего Богдо-гэгэна — Дзанабадзара; его сопровождал его собственный наставник, Манджушри-хутухта Агваанжамбалданзан.
В 1739 году Богдо-гэгэн основал в Урге тантрический дацан и отдельно храм для тантрических церемоний. Руководил реставрацией и строительством других храмов. При нём постоянно состояли два адъютанта-китайца, приставленные по распоряжению императора. В 1745 году ввёл новый хурал, посвящённый Хаягриве. В 1750 году Манджушри-хутухта подарил ему построенный им монастырь на южной стороне Богдо-Улы. В 1756 году основал в столице дацан Дашчойнпэл. В 1775 году основал первую в Халхе школу цанида, специально создав для неё архитектурный проект, придумав костюмы лам и мелодии особых напевов для хуралов.
Во время нового джунгарского восстания под руководством Амурсаны, в которой на стороне последнего участвовал его старший брат Ренчиндорж, Богдо-гэгэн по личной просьбе богдыхана разослал во все четыре аймака Халхи своих представителей для успокоения народа, за что получил к собственному титулу приставку «благодетель живых существ» (амьтныг жаргуулагч). В 1757 году скончался во время эпидемии оспы. Позже новых хубилганов находили только в Тибете.
В 1764 году в ознаменование заслуг Богдо перед империей по указу императора Цяньлуна был заложен монастырь Дамбадаржайлин. С 1774 года, когда в него были перенесены мощи Богдо-гэгэна II, монастырь стал усыпальницей всех последующих хубилганов Богдо-гэгэна.